# NGC 1284
NGC 1284 في الفهرس العام الجديد، هي مجرة، تقع في كوكبة النهر. اكتشفت في 10 ديسمبر 1798 بواسطة ويليام هيرشل.

## روابط خارجية
- NGC 1284 على موقع ويكي سكاي: DSS2, SDSS, GALEX, IRAS, Hydrogen α, X-Ray, Astrophoto, Sky Map, Articles and images